# 八州廻り桑山十兵衛〜捕物控ぶらり旅
『八州廻り桑山十兵衛〜捕物控ぶらり旅』（はっしゅうまわりくわやまじゅうべえ とりものひかえぶらりたび）は、2007年5月1日から7月10日まで、毎週火曜日・19:00–19:55、テレビ朝日火曜時代劇枠で放送された北大路欣也主演のテレビ時代劇。

## 概要
原作は佐藤雅美の『八州廻り桑山十兵衛』シリーズ（文春文庫）。
絢爛豪華な町人文化が花開くその一方で、多くの悪がはびこった文化文政時代を舞台に、関八州を旅しながら様々な犯罪を取り締まる“関東取締出役”（通称“八州廻り”）桑山十兵衛の活躍を描く。
北大路欣也はテレビ朝日火曜時代劇の前身となる月曜時代劇から、『子連れ狼』、『名奉行! 大岡越前』と同枠の作品で主役を演じており、今作は北大路三部作の完結編としての位置づけがなされている。

## 主な登場人物（出演者）
桑山十兵衛 - 北大路欣也
関東取締出役。通称・八州廻り。天真一刀流の使い手。
粂蔵 - 寺島進
十兵衛と共に旅をする調査・探偵係。十兵衛以外には態度も口も悪い。
五兵衛 - 河相我聞
雇足軽。半人前で臆病な面もあるが、誠実で明るい性格。
桑山八重 - 北村一葉
母を亡くし、父は旅ばかりという寂しさを我慢している。
登喜 - 梶芽衣子
十兵衛の義姉。旅ばかりの十兵衛の役目を嫌がっており、職を変えて江戸で暮らすべきだと諭している。
川端三五郎 - 笹野高史
公事方留役勘定組頭で、十兵衛の上司。前例・従来通りがモットー。
- ナレーション - 石丸謙二郎

## ゲスト
- 第一話
  - おさわ - 星野真里
  - 真田仁兵衛 - 羽場裕一
  - 勘助 - 神保悟志
  - 弥五郎 - 不破万作
  - 彦次郎 - 菊池隆則
  - お絹 - 山口香織里

- 第二話
  - 山下左馬亮 - 石橋蓮司
  - おまち - メイサツキ
  - 小川半四郎 - 榊英雄
  - 六助 - 遠山俊也
  - 善八 ‐ 長谷川公彦

- 第三話
  - 喜三郎 - 火野正平
  - お京 - 喜多嶋舞
  - 桝吉 - 高杉亘
  - 辰次 - 四方堂亘

- 第四話
  - おたか - 中島ひろ子
  - 仁平 - 宮川一朗太
  - 津国屋祐右衛門 - 石田太郎
  - 須崎屋為蔵 - 片桐竜次
  - 勝五郎 - 三浦浩一
  - おみね - 三河家諒

- 第五話
  - 田宮伊賀 - 林隆三
  - 田宮格之進 - 辻本祐樹
  - 田宮千代 - 美山加恋
  - 幸平 - 井上高志
  - ちせ -堀口茉純
  - 高津陣内 - 谷口高史

- 第六話
  - 初枝 - 奥貫薫
  - 千葉周作 - 山口馬木也
  - 佐鳥浦八郎 - 須藤雅宏
  - 義助 - 中西良太
  - 森本勘兵衛 - 春田純一

- 第七話
  - みき - 加藤たか子
  - 友蔵 - 成瀬正孝
  - 権兵衛 - 中丸新将
  - 磯八 - 小倉一郎
  - 助蔵 - 草野康太
  - そめ - 岩本千春

- 最終話
  - おたき - 中山忍
  - 徳兵衛 - 平泉成
  - 谷口源三郎 - 江藤潤
  - 七蔵 - 菅田俊
  - 権蔵 ‐ 坂西良太
  - おつた - 日下由美
  - おいと - 大家由祐子

## 放送日程
| 各話                                       | 放送日        | サブタイトル                                    | 監督     | 脚本       | 視聴率 |
| ------------------------------------------ | ------------- | ----------------------------------------------- | -------- | ---------- | ------ |
| 第1話                                      | 2007年5月01日 | 関八州の悪党たちよ! 刃向かう者は斬捨て御免!!    | 橋本一   | 田上雄     | 11.3%  |
| 第2話                                      | 2007年5月08日 | 上州〜江戸、怒りの大捜査網! 神田で待っていた女  | 橋本一   | 藤井邦夫   | 9.9%   |
| 第3話                                      | 2007年5月15日 | 泣く子も黙る大悪党VS八州廻り!! 情婦の涙と赤ん坊 | 斎藤光正 | ちゃき克彰 | 9.7%   |
| 第4話                                      | 2007年5月29日 | 上総勝浦の大喧嘩!! 消えた三百両と哀しい母の愛…  | 斎藤光正 | いずみ玲   | 9.2%   |
| 第5話                                      | 2007年6月12日 | 十と一つの花嫁様…心中の罠と人斬り浪人との対決   | 山下智彦 | 田上雄     | 8.7%   |
| 第6話                                      | 2007年6月19日 | 剣豪・千葉周作との激闘!! 十兵衛を愛した武家の女 | 山下智彦 | 志村正浩   | 8.2%   |
| 第7話                                      | 2007年7月03日 | 流されてゆく情念の女…謎の焼死体と悲しき鈴の音   | 斎藤光正 | いずみ玲   | 9.1%   |
| 最終話                                     | 2007年7月10日 | これが最後の八州廻り!! 待っていた5人の容疑者    | 斎藤光正 | ちゃき克彰 | 8.8%   |
| 平均視聴率9.36％（ビデオリサーチ関東地区） |               |                                                 |          |            |        |

- 5月22日はプロ野球交流戦日本ハム×巨人戦放映
- 6月5日はサッカー・キリンチャレンジカップ2007「日本×コロンビア」戦放映
- 6月26日は期末特番「すくいず!夢のスポーツカジノ“スポカジ”OPEN」2時間スペシャル放映のためそれぞれ休止

## スタッフ
- チーフプロデューサー:田中芳之
- プロデューサー:田中芳之（テレビ朝日）、上坂久和、土田真通（東映）
- 音楽:中村幸代
- 製作:テレビ朝日・東映

## 主題歌
- 谷村新司「さくら」＜アルバム「オリオン13」収録（avex io･IOCD-20208）

## 前後番組
| テレビ朝日系列 火曜時代劇                          | テレビ朝日系列 火曜時代劇                                   | テレビ朝日系列 火曜時代劇                                                      |
| 前番組                                             | 番組名                                                      | 次番組                                                                         |
| -------------------------------------------------- | ----------------------------------------------------------- | ------------------------------------------------------------------------------ |
| 遠山の金さん（松平健版） （2007.1.16 - 2007.3.20） | 八州廻り桑山十兵衛〜捕物控ぶらり旅 （2007.5.1 - 2007.7.10） | 素浪人 月影兵庫（松方弘樹版） （2007.7.17 - 2007.9.11） （ここまで火曜時代劇） |